# Памятник Высоцкому (Одесса)
Па́мятник Влади́миру Высо́цкому в Оде́ссе — бронзовая скульптурная композиция посвящённая Владимиру Высоцкому, установленная в Одессе напротив здания Одесской киностудии в сентябре 2012 года. После начала полномасштабного российского вторжения 4 сентября 2024 года Одесский горсовет решил демонтировать памятник. Демонтирован 31 декабря 2024 года.

## Проведение конкурса на лучший проект памятника Высоцкому
Инициатива установки памятника Владимира Высоцкому в Одессе принадлежала одесскому предпринимателю и политику Игорю Маркову. Инициатива была поддержана одесскими городскими властями, которые в апреле 2011 создали комиссию, «…по подготовке мероприятий, связанных с сооружением памятника Владимиру Семёновичу Высоцкому в г. Одессе». Комиссия решила провести конкурс на создание эскизного проекта памятника. Размер поощрительного фонда (образованного за счёт средств Игоря Маркова) для скульпторов, принимающих участие в конкурсе, составил 50 тысяч гривен, из которых 50 % причиталось тому скульптору, чей проект займёт первое место, 30 % — занявшему второе место, 20 % — за третье место.
Конкурс проектов памятника начался в ноябре 2011 года. Его результаты были объявлены в марте 2012 года. В конкурсе приняло участие 17 скульпторов. Победителем был признан проект заслуженного деятеля искусств Украины скульптора Александра Князика и архитекторов Владимира Глазырина (бывший главный архитектор города Одесса) и Александра Чернова.
Проект скульптора Павла Шестопалова и архитекторов Василия и Павла Мироненко занял второе место. Высоцкий на этом проекте был представлен бронзовым кентавром с гитарой в руках. Третье место в конкурсе проектов получил киевский скульптор Алексадр Радионов и архитекторы Ирина Юрова и Вячеслав Чернолев. Их мраморный Высоцкий был представлен стоящей на фоне мраморной стены скульптуры поэта в рубахе и джинсах, но тень от фигуры, падающая на стену, имела контуры Глеба Жеглова, одетого в шляпу и плащ. Из других конкурсных работ упоминался Высоцкий, ходящий по лезвию струны, а также разнообразные вариации на тему поэта с гитарой в руках.
Место установки памятника — напротив здания Одесской киностудии — было выбрано не случайно: здесь Высоцкий снялся в восьми фильмах, самые известные из которых —«Вертикаль», «Короткие встречи», «Опасные гастроли», «Место встречи изменить нельзя». На фасаде киностудии уже была установлена бронзовая мемориальная доска с барельефом Высоцкого.
Скульптор Александр Князик так описал свою работу: 

…Высоцкий — прежде всего был глубоко сострадавший и эмоциональный человек. В нём жили огромная энергия и мятежный дух. …главной задачей …было передать зрителю ту мощную энергию, которую излучал Владимир Высоцкий. Основным мотивом послужила песня «Парус». Как и во всём творчестве Высоцкого, в ней присутствует аллегорический подтекст, ведь парус — это символ жизни и движения. Динамичная, летящая фигура Высоцкого на фоне порванных парусов — это пластическое, зримое отражение его образа.
Второй смысл композиции представляет намёк на разломанную крестовину мачты — как символ заключённого в теле и как бы распятого человеческими страстями Духа. Чтобы дополнить образ поэта на самих парусах с помощью прорезанных на просвет рисунков будут изображены гитара, птицы и другие образы.
Член экспертного жюри конкурса скульптор Михаил Рева объяснил выбор жюри так: «Большинство памятников Высоцкому однотипны — гитара, волевые мускулы, кожаная куртка. Наш монумент будет достойным памяти гения. Он будет не стоять в ряду тех скульптур, которые сделаны о Высоцком, а он будет выделяться из этого ряда».

## Сооружение и открытие памятника
Скульптурная композиция, стоимостью около 200 тысяч долларов США, изготовлялась в Киеве. Скульптура поэта имеет высоту около двух метров, общая высота памятника — около четырёх метров. Первоначально планировалось, что памятник будет открыт к празднованию Дня города, который отмечается в Одессе 2 сентября, однако по неназванным причинам открытие памятника было перенесено на 29 сентября 2012 года.
В торжественной церемонии, на которой собралось до тысячи зрителей, приняли участие сын Владимира Высоцкого Никита Высоцкий, актёр Михаил Пореченков, губернатор Одесской области Эдуард Матвийчук, городской голова Одессы Алексей Костусев, консул Генерального консульства России в Одессе Юрий Диденко, меценат сооружения памятника Игорь Марков, политолог Анатолий Вассерман.

## Критика
Скульптура вызвала негативную реакцию у части одесситов и общественных организаций. Правление Одесского отделения Национального союза кинематографистов Украины сочло памятник «вычурным, суетно-многословным, а Высоцкий парит, как распятый, на фоне каких-то палок и рваных тряпок». Против открытия памятника проходил сбор подписей жителей города.

## Демонтаж
После начала полномасштабного российского вторжения в Украине стали убирать связанные с СССР и РФ памятники. 24 сентября 2024 года Одесский городской совет принял решение демонтировать памятник Высоцкому. Демонтирован 31 декабря 2024 года.